# مغامرة المنزل الفارغ
مغامرة المنزل الفارغ (بالإنجليزية: The Adventure of the Empty House)‏ واحدة من قصص شيرلوك هولمز القصيرة التي كتبها المؤلف البريطاني السير آرثر كونان دويل، نشرت لأول مرة بشكل منفرد في مجلة ستراند في أكتوبر 1903، قبل ان يعاد نشرها مجمعة مع باقي قصص سلسلة عودة شيرلوك هولمز.

## الترجمة العربية
مغامرة المنزل الخالي، مؤسسة هنداوي، ترجمة إسلام سميح الردان ومراجعة مصطفى محمد فؤاد.